# ایندین لیک (تگزاس)
ایندین لیک، تگزاس(به انگلیسی: Indian Lake, Texas) شهری در ایالت تگزاس از ایالات جنوبی ایالات متحده آمریکا است. در سرشماری سال ۲۰۰۰، جمعیت این شهر ۵۴۱ نفر اعلام شد.